# Фатьма-султан (дочь Ахмеда III)
Фатьма́-султа́н (тур. Fatma Sultan; 22 сентября 1704—1733) — старшая дочь султана Ахмеда III, супруга великого визиря Невшехирли Ибрагима-паши.

## Биография
Фатьма-султан родилась в Стамбуле 22 сентября 1704 года в семье султана Ахмеда III. Матерью Фатьмы согласно различным источникам была либо Эмметуллах Бану Кадын-эфенди, либо Айше Бехри Кадын-эфенди. Помимо Фатьмы у султана были многочисленные дети, однако неясно, приходился ли кто-то из них султанше полнородным братом или сестрой.
Согласно книге Tarih-i Rılşid, Фатьма была первым ребёнком султана и её рождение бурно праздновалось: через три дня после появления на свет первенца Ахмеда III военными кораблями османского флота был дан залп из сорока орудий, лавки торговцев и улицы украшались надписями с именем султанши, а на следующий день янычары провели в столице военный парад в честь новорождённой; кроме того, в честь рождения Фатьмы поэтами было сочинено множество стихов. При этом Энтони Алдерсон называет первенцем Ахмеда III шехзаде Мехмеда, родившегося и умершего до вступления отца на престол.

### Первый брак
Первые брачные планы в отношении Фатьмы разрабатывались её отцом, когда девочке было около четырёх лет: в качестве будущего мужа для старшей дочери султан выбрал силахдара Али-агу, который был старше невесты более, чем на 30 лет, и даровал ему титул второго визиря и дамата (зятя султана). Против такого брака и получения двух титулов одновременно выступал великий визирь Чорлулу Дамат Али-паша, опасавшийся возвышения силахдара. Али-ага пошёл на компромисс с великим визирем и предложил вместо себя на пост второго визиря Абдуррахмана-пашу. Абдуррахман был проинформирован о предложении, в то время как великий визирь выкупил дом Касапбаши Мехмеда-аги в Бахчикапы и отремонтировал его, планируя переселить в него султаншу после помолвки. За день до празднования помолвки Али-ага явился к султану Ахмеду III и объявил, что дворец, подготовленный для будущих супругов, слишком мал. Чорлулу Дамат Али-паша предложил султану выдать Фатьму за Абдуррахмана-пашу, но султан отказался, и 18 ноября 1708 года состоялось обручение Али-аги и Фатьмы-султан. 2 января 1709 года Фатьме был выделен и отреставрирован дворец, с этого момента носивший её имя. 14 апреля или 4 мая 1709 года Фатьма во время пышных торжеств стала женой Али-паши; от супруга она получила богатые дары.
Шехит скончался 5 августа 1716 года, не оставив потомства от Фатьмы.

### Второй брак
Год спустя, 20 февраля 1717 года, Фатьма снова вышла замуж: её супругом вновь стал великий визирь Невшехирли Ибрагим-паша, от которого Фатьма родила двоих дочерей и сына: Фатьму (ум. 1765), Хибетуллах (ум. 1774) и Мехмеда (март 1723—1737/1738).
Фатьма скончалась по разным данным 3 января или в промежутке между 15 апреля и 14 мая 1733 года.

## Образы в кино
- «Однажды в Османской империи: Смута» (2012) — актриса Лейла Гёксун.